# Gudea

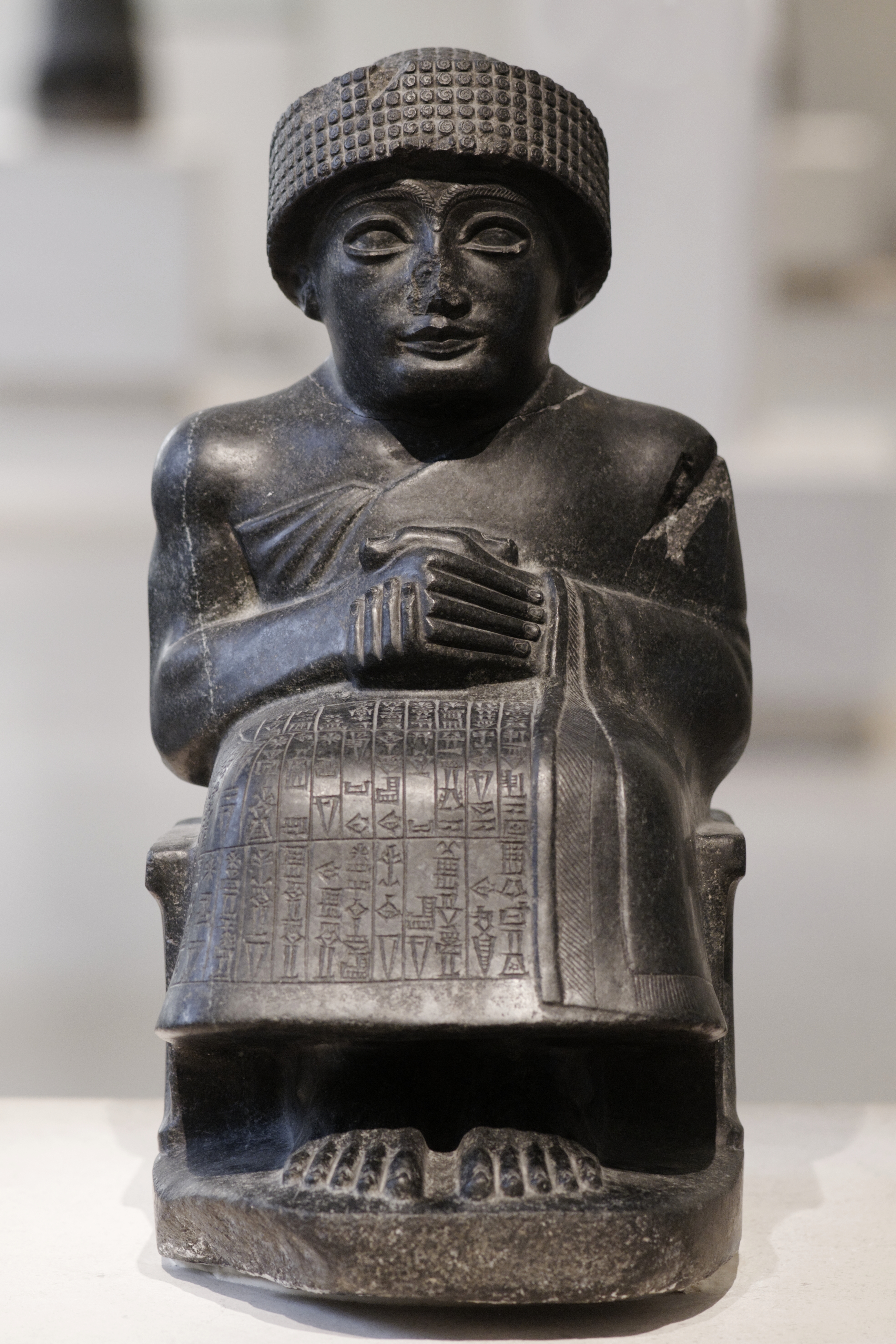
Estatua sedente del príncipe Gudea, ensi (‘gobernador’) de Lagash.

Gudea (Sumerio: 𒅗𒌤𒀀 «Gu-de-a») fue un ensi sumerio que vivió en el siglo XXII a. C. Es considerado el más célebre y conocido de los gobernadores de la ciudad de Lagash. Los soberanos de Lagash no se atribuían el título de rey, sino el de ensi (gobernador).
Gudea fue el segundo en la línea sucesoria de la II Dinastía de Lagash.
Este ensi, que gobernó Lagash durante algo más que quince años, (aproximadamente de 2141 a 2122 a. C.) construyó numerosos templos y palacios, y ha dejado una gran serie de retratos votivos suyos. Hoy en día se cuenta con más de 30 estatuas esculpidas en roca volcánica: diorita azul o dolerita negra. Aparece vestido siempre como sacerdote, con túnica larga con un manto que deja un brazo al descubierto y las manos juntas en actitud de oración. Producen una impresión de serena majestad y de intenso fervor religioso.
Una serie de inscripciones de Gudea conmemoran la inauguración de templos locales, en Ur, Nippur, Adab, Uruk y Badtibira, por lo que parece que Lagash se habría convertido por esta época en la potencia dominante de Sumer. En la época de Gudea, la ciudad de Lagash disfrutó de los beneficios de la paz y de una extraordinaria prosperidad, como lo demuestra la gran cantidad de trabajos de utilidad pública emprendidos, tanto en su capital, como en las numerosas ciudades a las que extendía su hegemonía. De eso dan cuenta sus «nombres de año», entre los que se hace mención a diversas obras públicas, pero a ninguna guerra. Asimismo fue una época de elevada cultura, con gran cantidad de monumentos y de textos encontrados.
Su máxima obra fue la construcción del templo de Eninnu, consagrado al dios Ningirsu.